# 穆氏姬蛙
穆氏姬蛙（学名：Microhyla mukhlesuri），一种分布于孟加拉国东部、印度东北部、缅甸、泰国、老挝、越南、柬埔寨、马来西亚、新加坡及中国云南南部等地区分布的两栖动物，隶属于姬蛙科姬蛙属。模式产地为孟加拉国吉大港区拉奥泽安。种加词取自孟加拉国农业大学教授穆德·穆克鲁斯·拉赫曼（Md Mukhlesur Rahman）的名字，以纪念其对孟加拉国两栖动物研究的贡献。本种之前被误认为属于饰纹姬蛙（Microhyla ornata）。

## 形态特征
穆氏姬蛙体型较小且细长，雄蛙体长16.5～21毫米，雌蛙体长17.3～18.4毫米。身体皮肤光滑，背部呈深灰色至棕色，具有明显的X型斑纹；身体两侧分布有不规则斑点；腹部微白，咽部分布着明显的小斑点。